# زنبورخوار کارماین شمالی
زنبورخوار کارماین شمالی (نام علمی: Merops nubicus) نام یک گونه از سرده زنبورخوار است.